# Франтішек Нушл

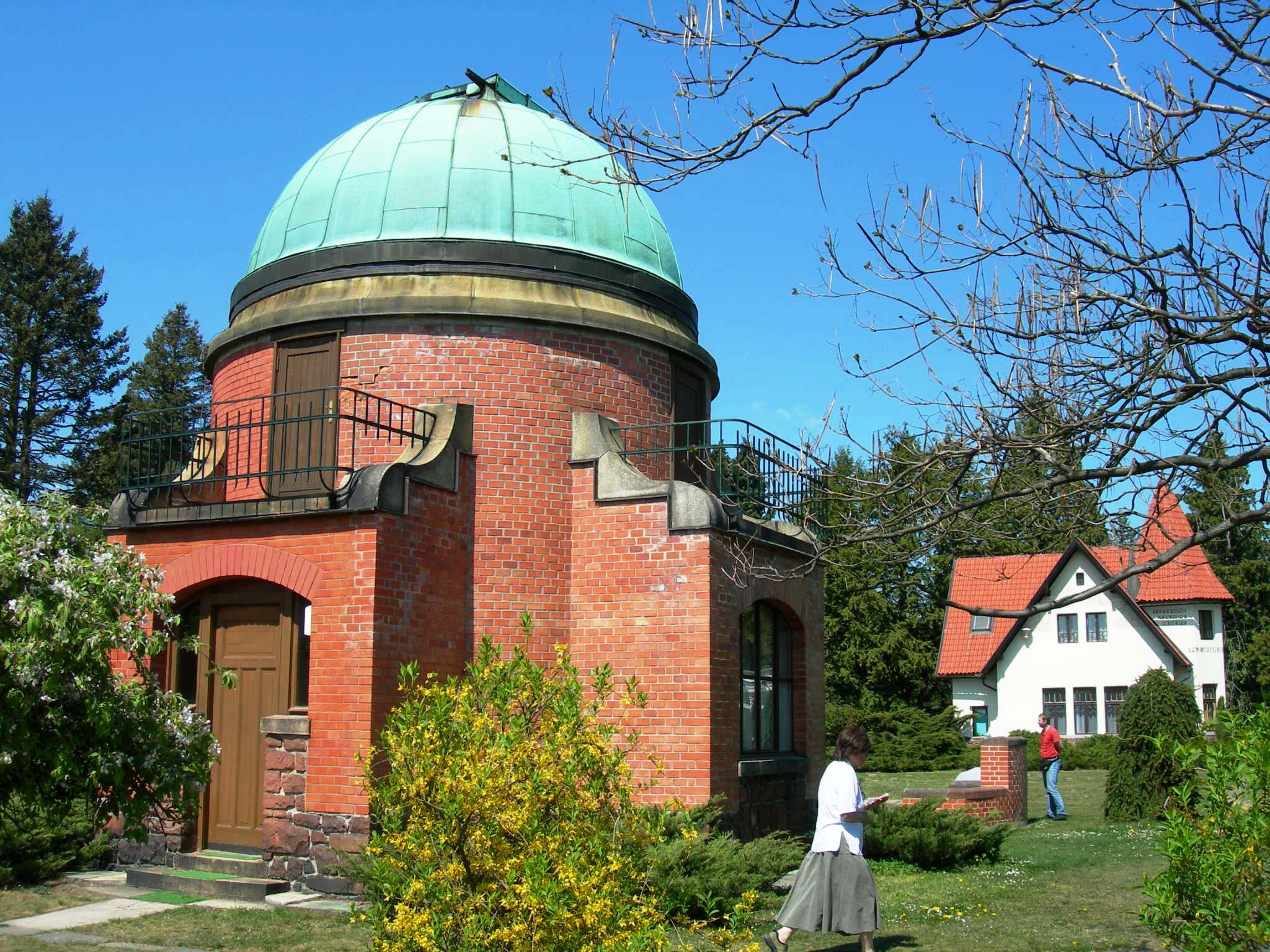
Ондржейовська обсерваторія, центральний купол. Фото 2007 року.

Фра́нтішек Нушл (чеськ. František Nušl; 3 грудня 1867, Їндржихув-Градець, Австро-Угорщина, нині Чехія — 17 вересня 1951, Прага) — чеський астроном і математик, один із основоположників сучасної чеської астрономії, співзасновник Ондржейовської обсерваторії, співзасновник і багатолітній голова Чеського астрономічного товариства. До його учнів належало два покоління чеських астрономів.

## Життєпис
Франтішек Нушл народився в сім'ї Іґнаца Нушла й Франтішки Нушлової (до шлюбу — Новотна). З 1879 по 1888 рік учився в гімназії міста Їндржихув-Градець. Закінчивши її, вступив на філософський факультет чеської частини Карлового університету в Празі. Зосередився на математиці, фізиці й астрономії, слухав лекції професорів Вінценца Строугала й Августа Зайдлера, у якого в 1889—1890 роках працював асистентом. В університеті Нушл зустрічався з майбутнім президентом Чехословаччини Томашем Масариком, лінгвістом Яном Ґебауером та істориком Ярославом Ґоллом, з якими потім працював над укладанням Енциклопедії Отто. Закінчивши курс навчання в 1891 році, два роки був асистентом на кафедрі фізики у Строугала й водночас готувався до іспитів на право викладати в школах математику і фізику. Склавши їх влітку 1893-го, того ж року став учителем математики в реальній гімназії Градець-Кралового. З 1901-го вчителював у Карліні — дільниці Праги. Працював у гімназіях до 1908 року, а тоді став ад'юнкт-професором математики Чеського технічного університету. Перед тим, у 1905-му, склав маґістерський іспит у Карловому університеті — в галузі практичної астрономії та геометричної оптики. Звання професора здобув у 1911 році.
Познайомившись із власником фабрики точних інструментів Йозефом Яном Фрічем, разом із ним у 1898 році почав будувати Ондржейовську обсерваторію і став її першим директором. 1906 року почалися астрономічні спостереження в цій обсерваторії. 1917 року Нушл був у числі засновників Чеського астрономічного товариства, а у 1922—1948 роках очолював його. 1918 року Нушл обіймає посаду директора Національної обсерваторії в Празі. Він брав участь в організації будівництва Штефанікової обсерваторії, що в Празі (Петршин). У 1928-му Нушл став професором астрономії на природознавчому факультеті Карлового університету й перебував на цій посаді до 1937-го, коли пішов на пенсію. З кінця 1920-х він регулярно читав наукові лекції по радіо. З 1928 по 1935 рік був віце-президентом Міжнародного астрономічного союзу
Обдарований музично, Нушл добре грав на скрипці, співав у празькому хорі «Hlahol» аж до 1947 року. Був одружений з Алоїзією Нушловою (до шлюбу Долежалова), мав з нею трьох дітей — двох синів і дочку. Його внук Ян Сокол — один із провідних філософів у Чехії, політик.
Франтішек Нушл помер 17 вересня 1952 року у Празі. Похований на Бржевновському цвинтарі (сектор C-17, могила № 30).

## Наукова діяльність
Наукові праці Франтішека Нушла головним чином присвячені геометричній оптиці та практичній астрономії. Вони публікувалися у фахових вітчизняних та зарубіжних журналах. Передусім він був практик, теорію мав тільки за допоміжний засіб.
Нушл винайшов низку цікавих механізмів та пристроїв. У 1903 році він сконструював циркумзенітал — прилад для визначення географічних координат, у якому використано властивості ртутного дзеркала. Винахід поступово вдосконалювався (в 1906, 1922 і 1932 роках), у випробуваннях брала участь армія Чехословаччини. За циркумзенітал Франтішек Нушл разом із Йозефом Яном Фрічем одержав золоту медаль на Всесвітній виставці в Парижі 1937 року. До відкриття радара і систем супутникового стеження цей портативний прилад (він важив близько 15 кілограмів) найточніше визначав широту і довготу безпосередньо. Спосіб тріангуляції точніший, але він не безпосередній, а процес вимірювання забирає багато часу. Поріг точності в циркумзенітала становив 30 метрів (для порівняння: у нинішніх GPS цей параметр становить 3-10 метрів.
Ще один значний винахід Нушла — «автоматичний мікрометр». Цей пристрій дозволяв без електроніки надійно фіксувати положення будь-якого небесного тіла, що перебуває під спостереженням. Завдяки нововведенню спостерігач міг не стежити за об'єктом, не було потреби ловити мить, щоб натискнути на кнопку. Крім того, цей винахід підвищував точність спостережень.

## Пошанування
- 1970 року іменем Франтішека Нушла названо кратер на Місяці.
- 1982 року іменем Франтішека Нушла названо астероїд 3424 Нушл.
- З 1999 року Чеське астрономічне товариство поновило Премію Франтішека Нушла (нею нагороджували в 1938—1949 роках).
- 2002 року Їндржихув-Градецьку обсерваторію названо іменем Франтішека Нушла[7]
- Іменем Нушла названо вулицю в Празі — Nušlova[9].

## Наукові праці

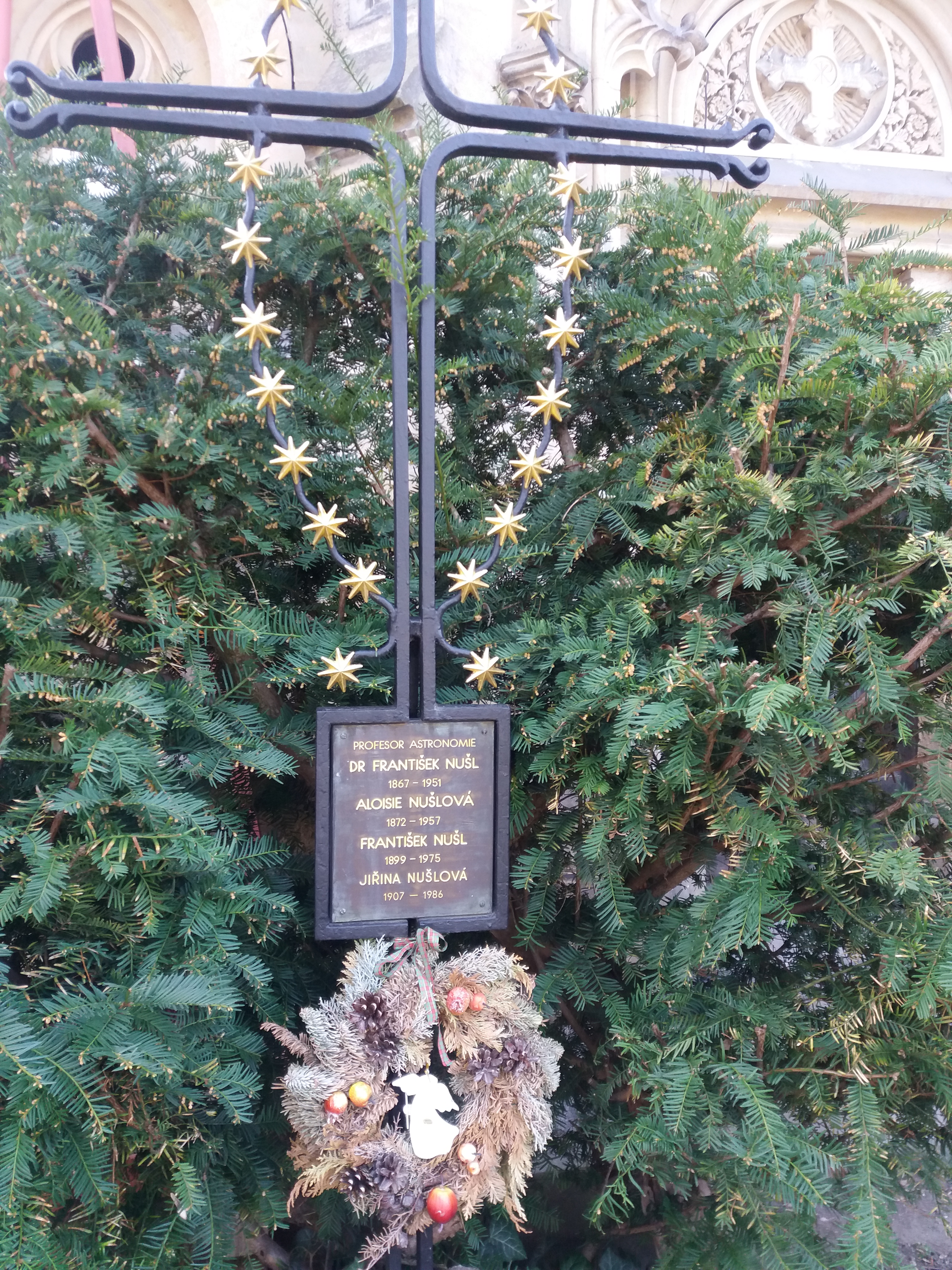
Могила Франтішека Нушла.

- «První studie o refrakčních anomaliích / Zpráva astronomické observatoře bratří Josefa a Jana Friče „Žalov“ u Ondřejova». Rozpravy České akademie císaře Františka Josefa pro vědy, slovesnost a umění, tř. 2, roč. 17, č. 29, Praha, 1908, 10 stran
- «Dvanáct mapek oblohy». Otto, Praha, 1913, 31 stran
- «Obecné vyjádření sférické aberrace differenčními vzorci». Rozpravy Čes. akademie, Tř. II, XV, 23, Praha, 1906, 30 stran
- «Theorie radiozenitálu». Rozpravy České akademie císaře Františka Josefa pro vědy, slovesnost a umění, roč. 13, tř. 2, č. 20, Praha, 1904, 19 stran
- «Micrometre impersonnel pour l'appareil circumzénithal». Académie tchéque des sciences / Publikace universitní hvězdárny bratří Fričů, Č. 1, Prague, 1929, 10 stran
- «O novém hranolovém stroji ku pozorování stálých výšek» (1. část theoretická). Rozpravy České akademie císaře Františka Josefa pro vědy, slovesnost a umění, roč. 10, tř. 2, č. 20, Praha, 1901, 16 stran
- «Druhá studie o cirkumzenitálu». Rozpravy Čes. akademie, Tř. II, XV, 33, Praha, 1906, 39 stran
- «Dílo mistrů». Nákladem vlastním, J. Hradec, 1938, 8 stran
- «O studentské observatoři astronomické». Hradec Králové, 1901, 6 stran

## Зовнішні зв'язки
- Jaroslav Folta, Pavel Šišma. «František Nušl». Сайт «Muni.cz»
- Jan Sokol. «Dědeček Nušl». Сайт hvezdarnajh.cz — спогади Яна Сокола про діда
- Česká astronomická společnost — Nušlova cena
- Hvězdárna prof. Františka Nušla
- Stručný životopis na stránkách Masarykovy univerzity
- Astronomický ústav AV ČR